# Louka u Olešnice
Louka (deutsch Lauka) ist eine Gemeinde in Tschechien. Sie liegt drei Kilometer südlich von Olešnice und gehört zum Okres Blansko.

## Geographie

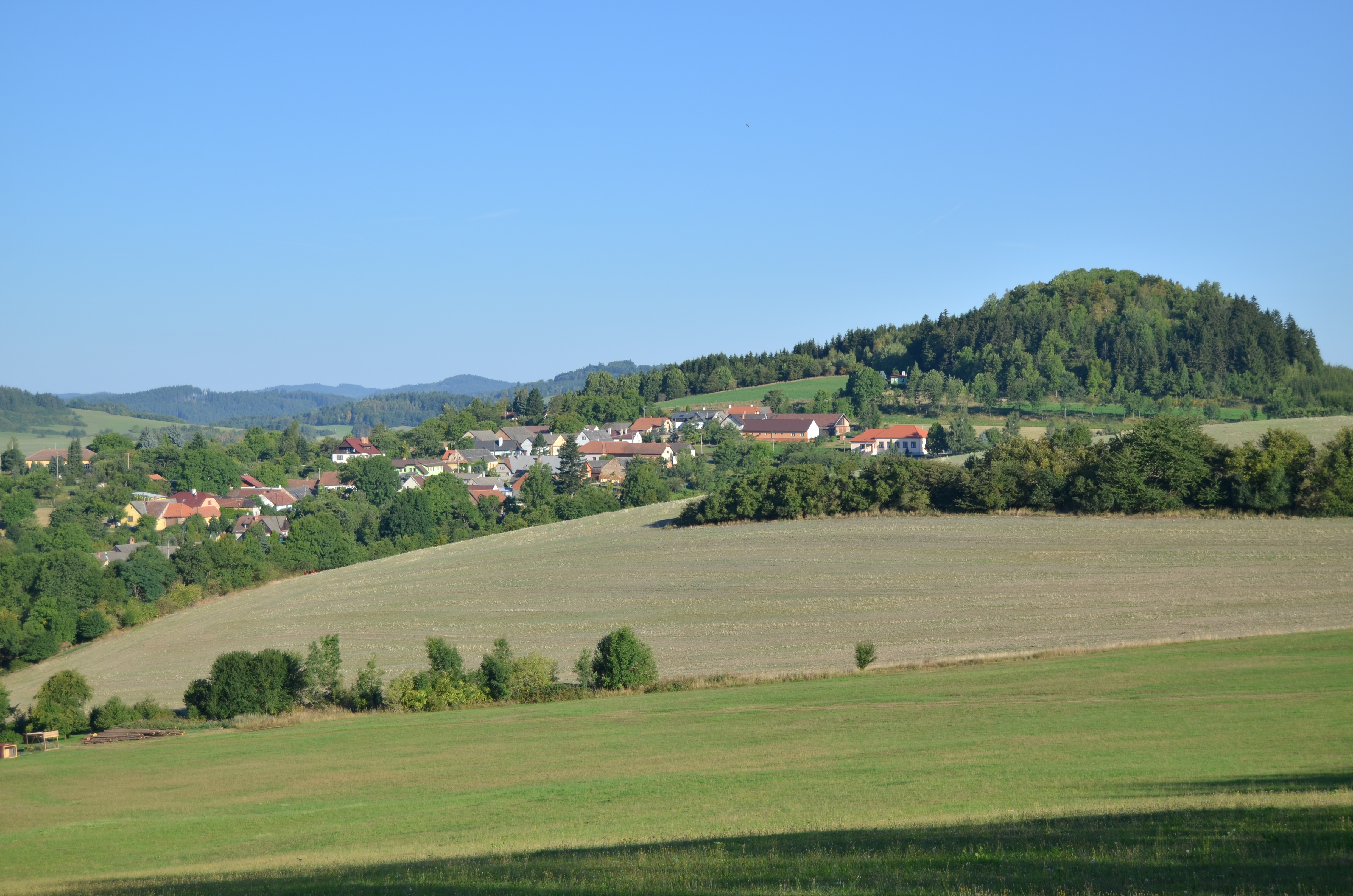
Ortsansicht von Louka

Louka befindet sich im Bergland der oberen Swratka, einem Teil der Böhmisch-Mährischen Höhe, am südlichen Fuße des Hügels Hradisko (635 m). Das Dorf liegt im Osten des Naturparks Svratecká hornatina. Nordöstlich erheben sich der Kamperk (Kammberg, 640 m) und Kocholík (651 m), östlich der Horničí (701 m), im Süden die Třešinka (651 m), südwestlich der Chocholík (575 m) und nordwestlich der Vrchy (638 m).
Nachbarorte sind Crhov im Norden, Rozsíčka und Sulíkov im Nordosten, Petrov und Rozseč nad Kunštátem im Osten, Josefov und Hluboké u Kunštátu im Südosten, Tasovice und Žalov im Süden, Hodonín im Südwesten, Čtyří Dvory, Prosetín und Brťoví im Westen sowie Loucký Dvůr, Lhota u Olešnice und Křtěnov im Nordwesten.

## Geschichte
Die erste schriftliche Erwähnung des Dorfes und der Burg Louka erfolgte im Jahre 1360 als Besitz des Proček von Lomnice. Seit 1391 ist der Vorwerkshof Loucký Dvůr nachweisbar. Ab 1406 gehörte die Herrschaft den Herren von Boskowitz und ab 1464 wieder einem Zweig der Lomnitzer. Im Jahre 1496 kaufte Wilhelm II. von Pernstein die Burg Louka mit den zugehörigen Dörfern und schlug sie der Herrschaft Pernstein zu. Vratislav von Pernstein verkaufte die Laukaer Güter vor 1582 an Friedrich von Hardegg auf Letovice. 1591 wurde die Burg als wüst bezeichnet. Seit dem 17. Jahrhundert war Louka der Herrschaft Kunstadt untertänig. Im Jahre 1790 lebten in dem Dorf 223 Menschen. Westlich von Louka bestanden an der Hodonínka zwei Mühlen.
Nach der Aufhebung der Patrimonialherrschaften bildete Louka ab 1850 eine Gemeinde in der Bezirkshauptmannschaft Boskovice. Im Jahre 1900 hatte die Gemeinde 258 Einwohner. 1903 wurde die Schule eingeweiht. Die Straße von Olešnice über Louka nach Rozseč nad Kunštátem entstand 1922. 1938 lebten in Louka 268 Menschen. Mit Beginn des Jahres 1961 wurde die Gemeinde dem Okres Blansko zugeordnet. In der zweiten Hälfte des 20. Jahrhunderts setzte ein deutlicher Bevölkerungsrückgang ein. Im Jahre 1980 bestand Louka aus 44 dauerhaft zu Wohnzwecken genutzten Häusern und hatte 181 Einwohner. 1990 wurden nur noch 29 Häuser ständig bewohnt und in Louka lebten 104 Menschen. Zwischen 1989 und 1993 war Louka ein Ortsteil von Olešnice. Seit 1994 besteht die Gemeinde Loukov wieder. Am Abend des 15. Juli 2002 schwollen die Hodonínka und ihr Zufluss Crhovský potok nach einem starken Gewitter zu reißenden Strömen an. Das Kataster von Louka umfasst das große Waldgebiet Loucká obora, das früher zur Burg gehörte.

## Gemeindegliederung
Für die Gemeinde Louka sind keine Ortsteile ausgewiesen. Zu Louka gehört die Ansiedlung Loucký Dvůr (Lauker Hof).

## Sehenswürdigkeiten
- Reste der Burg Louka, nördlich des Dorfes auf dem Hradisko
- mehrere Holzskulpturen, geschaffen von L. Boček sowie Tomáš und David Medek
- gezimmerte Häuser in Volksbauweise
- Naturdenkmal Loucká obora, südlich des Dorfes bei Žalov, der Bestand alter Buchen und Eschen ist seit 1997 geschützt
- Naturdenkmale Cukl und Rozsečské rašeliniště